# جوزيف كليمنت كول
جوزيف كليمنت كول (بالإنجليزية: Joseph Clement Coll)‏ هو رسام توضيحي أمريكي، ولد في 2 يوليو 1881، وتوفي في 19 أكتوبر 1921 بسبب التهاب الزائدة الدودية.